# Conasprella damasoi
Conasprella damasoi é uma espécie de gastrópode da família Conidae. Endêmica do Brasil, onde pode ser encontrada na costa do estado do Ceará.